# علی‌اصغر شاه‌زیدی
علی‌اصغر شاهزیدی (زادهٔ ۱۳۲۷) خواننده و مدرس آواز ایرانی و مدرس مکتب آوازی اصفهان و از شاگردان جلال الدین تاج اصفهانی است.

## زندگی‌نامه و فعالیت هنری
علی‌اصغر شاهزیدی، سال ۱۳۲۷ در اصفهان متولد شد. او از سیزده سالگی یادگیری ردیف‌های موسیقی ایرانی را آغاز کرد و پس از ۸ سال، در سال ۱۳۴۹ در زمینهٔ آواز از تعالیم جلال‌الدین تاج اصفهانی بهره‌مند شد و به مدت یازده سال به‌طور مستمر از جلال‌الدین تاج تعلیم گرفت. همچنین از شیوهٔ سید عبدالرحیم اصفهانی و رهنمودهای سید محمد طاهرپور بهره برده‌است. کسب رتبه نخست در رشتهٔ آواز در دومین آزمون باربد در سال ۱۳۵۷، تدریس آواز در هنرستان موسیقی اصفهان و واحد موسیقی صدا و سیمای اصفهان، و تدریس خصوصی آواز تاکنون از فعالیت‌های گستردهٔ آموزشی او حکایت دارد. از معروف‌ترین آثار وی تصنیف «جام مدهوشی» از آلبوم «چرخ گردون» با آهنگ علی تجویدی، تار جلیل شهناز، تنظیم فریدون شهبازیان و شعر بیژن ترقی است. وی همچنین آوازهای بسیاری را به صورت فی البداهه در برنامهٔ تماشاگه راز و رادیو اصفهان اجرا کرده‌است.
او همچنین علاوه بر آواز به نوازندگی نی و سرودن شعر علاقه و فعالیت دارد. آوازهای بسیاری از وی به ضبط رسیده‌است، به عنوان مثال آوازی در افشاری با مطلع «هر کسی را هوسی در سر و کاری در پیش» بر روی غزلی از سعدی شیرازی یا آواز کرد بیات که به همراهی حسن کسایی و جلیل شهناز به صورت خصوصی اجرا شده‌است.
علی اصغر شاهزیدی در حال حاضر به تربیت هنرجویان آواز مکتب اصفهان مشغول است. او هر سال مراسم یادبودی در اصفهان، برای حسن کسایی برگزار می‌کند. آخرین اثر وی به نام هنوز آواز، مجموعه ای از آوازهای بداهه او است.
شاه‌زیدی با علی تجویدی، جلیل شهناز، حسن کسایی، هابیل علی‌اف و فریدون شهبازیان همکاری هنری داشته‌استو نیز برای موسیقی متن سریال ثقه الاسلام تبریزی (مجموعه تلویزیونی) (دوازده روزتاریخ مشروطه)، تصنیف گریه کن اثر عارف قزوینی را اجرا کرده‌است.
برگزاری کنسرت‌های متعدد در داخل و خارج از کشور که از مهم‌ترین آنها چهار شب کنسرت بداهه خوانی است در تالار وحدت تهران با همراهی ساز جلیل شهناز و جهانگیر ملک و کنسرت ارکستر ملی به رهبری فریدون شهبازیان در کاخ چهلستون اصفهان، اجرای آواز به صورت بداهه با همکاری هنرمندان متعددی چون جلال ذوالفنون، شهریار فریوسفی، درویش‌رضا منظمی از دیگر فعالیت‌های او بوده‌است.

## آثار

### آلبوم چرخ گردون
اثری با آهنگسازی علی تجویدی و تنظیم فریدون شهبازیان با صدای علی اصغر شاهزیدی. ویولون: ارسلان کامکار، منوچهر انصاری، مهدی جوان فر، سیامک رئوفی، ابراهیم لطفی، ویولا: رسول بهبهانی، بهزاد بیرقی، ویولنسل: منوچهر باستان سیر، کریم قربانی، کنترباس: علیرضا خورشیدفر، کلارینت: سعید اتوت، ابوا: کامران علی آقا، فلوت: ناصر رحیمی، تار و تارباس: شهرام اعتمادی، شهریار فریوسفی، سنتور: اردوان کامکار، علی تحریری، کمانچه: اردشیر کامکار، ابراهیم نقدیان، عود: حسین بهروزی نیا، نی: جمشید عندلیبی، تنبک: ارژنگ کامکار، دف: بیژن کامکار. تکنوازان: تار: جلیل شهناز تنبک: محمد اسماعیلی.

### آلبوم سروش آسمانی
اثری با آهنگسازی علی تجویدی و تنظیم فریدون شهبازیان و شعر بیژن ترقی با صدای علی اصغر شاهزیدی. تکنوازان:
تار: استاد جلیل شهناز
کمانچه: استاد هابیل علی اف
تنبک: جهانگیر ملک

### آلبوم سعدی خوانی (وشتن)
کاری است با آهنگسازی پیمان سلطانی در این اثر تعدادی از غزلیات سعدی ابتدا به صورت آواز با همراهی ارکستر شنیده می‌شود. آوازها توسط پنج خوانندهٔ آواز ایرانی خوانده شده‌است. علی اصغر شاه زیدی، محسن کرامتی، مظفر شفیعی، علی جهاندار و حمیدرضا نوربخش اشعار سعدی را اجرا کرده‌اند. در بخش دوم نیز اشعار توسط نقاش نامی آیدین آغداشلو و بر روی بستر موسیقی دکلمه شده‌است. نوا و صدای ساز حاج قربان سلیمانی در بخش‌هایی از کار شنیده می‌شود. نوازندگان ارکستر فیلارمونیک ارمنستان: دوتار:حاج قربان سلیمانی، دایره: پیمان ناصح پور، تار: آزاده امیری، سنتور: مهیار طریحی، کمانچه: علیرضا دریایی، عود: بابک غسالی، تمبک و زنگ: حسین مرشدپور، تمبک و ضرب زورخانه: محمد یاراحمدی، ویولن: علی جعفری پویان، میثم مروستی، ویولا: سهراب برهمندی، ویلنسل: مجید اسماعیلی، ناشر: رهگذر هفت اقلیم، که در سال ۱۳۹۵ منتشر شد.

### آلبوم هنوز آواز
هنوز آواز نام یک آلبوم موسیقی سنتی ایرانی با صدای علی‌اصغر شاه‌زیدی است. در این آلبوم، شهرام میرجلالی نوازندهٔ تار و محمود رفیعیان نوازندهٔ تنبک هستند. این اثر توسط مرکز موسیقی حوزه هنری منتشر شده‌است.

### آلبوم گل بی خار
گل بی‌خار نام یک آلبوم موسیقی سنتی ایرانی با صدای علی‌اصغر شاه‌زیدی است. تنظیم ارکستر این اثر را فرناد شاه‌زیدی بر عهده داشته‌است. آلبوم با تکنوازی شهرام میرجلالی (تار) و محمود رفیعیان (تنبک) منتشر شده‌است.